# Franciszek Borgiasz

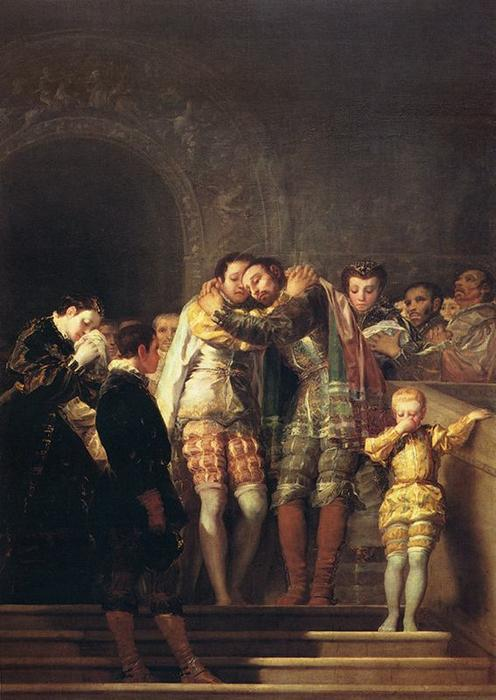
Święty Franciszek Borgiasz żegnający się z rodziną, Goya, 1788

Franciszek Borgiasz SJ, hiszp. Francisco de Borja y Aragón (ur. 28 października 1510 w Gandia, zm. 30 września 1572 w Ferrarze) – trzeci generał zakonu jezuitów, jedna z kluczowych postaci kontrreformacji, święty Kościoła katolickiego.

## Życiorys
Franciszek urodził się w rodzinie Borgiów, jednej z najznakomitszych rodzin w Hiszpanii. Jego ojciec to Juan Borja y Enriquez, trzeci książę Gandii i wnuk papieża Aleksandra VI. Jego matką była Juana Aragońska, córka Alonso de Aragón, arcybiskupa Saragossy, który z kolei był nieślubnym synem Ferdynanda II Katolickiego. Brat Franciszka Tomás de Borja y Castro również został duchownym, biskupem Malagi, a później arcybiskupem Saragossy.
Chociaż od dzieciństwa był bardzo religijny i chciał zostać mnichem, rodzina wybrała mu karierę świecką. W młodości otrzymał bardzo dobre wykształcenie, służył na dworze Karola V Habsburga, który był także królem Hiszpanii. Odznaczył się w kilku kampaniach. Na dworze w wieku szesnastu lat ożenił się z Eleanor de Castro Melo e Menezes i w ciągu dziewięciu lat doczekał się ośmiorga dzieci:
- Karola Carlosa (ur. 1530)
- Izabeli Isabel (ur. 1532), matki Franciszka Gómez de Sandoval y Rojas – faworyta króla Filipa III Habsburga
- Jana Juana (ur. 1533)
- Alvara Álvaro (ur. ok. 1535)
- Joanny Juana (ur. ok. 1535)
- Ferdynanda Fernando (ur. 1537)
- Doroty Dorotea (ur. 1538)
- Alfonsa Alfonso (ur. 1539)

W 1539 roku Franciszek Borgiasz sprowadził ciało cesarzowej Izabeli Portugalskiej, matki Filipa II z Toledo do Grenady. Podobno kiedy zobaczył zmiany, jakie poczyniła śmierć na twarzy pięknej cesarzowej, zdecydował „nigdy więcej już nie służyć śmiertelnemu władcy”. Ale jeszcze w tym samym roku w wieku 29 objął urząd wicekróla Katalonii (zastępując zmarłego Fadrique de Portugal y Noroña) i pełnił go do śmierci ojca w 1543, kiedy to został czwartym księciem Gandii. Wówczas powrócił w rodzinne strony i poświęcił się głównie życiu religijnemu. W Gandii założył kolegium, które powierzył zarządowi jezuitów.
W 1546 roku zmarła jego żona, wtedy przepisał posiadłości i dobra na swoje dzieci i wstąpił do nowo powstałego zakonu jezuitów. Do roku 1550 porzucił sprawy polityczne i zrzekł się wszystkich tytułów na rzecz najstarszego syna Luisa de Borja-Aragon y de Castro-Melo i został księdzem. Ze względu na jego pochodzenie i sławę oferowano mu kapelusz kardynalski, ale odmówił wybierając funkcję wędrownego kaznodziei. Ale z czasem został przekonany, że powinien odgrywać rolę stosowną do okoliczności i w 1554 roku został jezuickim prowincjałem Hiszpanii, a dwa lata później po śmierci Diego Layneza, trzecim w historii generałem zakonu.
Jego osiągnięcia na tym stanowisku, które pełnił w latach 1565–1572 spowodowały, że jest określany jako największy generał zakonu po Ignacym Loyoli. Wspomógł utworzenie Papieskiego Uniwersytetu Gregoriańskiego (Collegium Romanum) przez Loyolę (którego był przyjacielem i doradcą), kształcącego elitę Kościoła: misjonarzy, wysyłanych później w najdalsze zakątki globu, doradców królów i papieży, pionierów kontrreformacji w różnych częściach Europy. Wzmocnił organizacyjnie zakon, kładąc podstawy pod jego potęgę. Przyczynił się do powstania koalicji państw chrześcijańskich, która pokonała wielką flotę turecką w bitwie pod Lepanto (1571). Pozostawił również po sobie wiele pism filozoficznych. Pomimo znaczenia pełnionego urzędu prowadził bardzo skromne życie i już za życia miał opinię świętego. Zmarł 10 października 1572 roku w wieku 62 lat w drodze do Rzymu.
Przyjął do nowicjatu Stanisława Kostkę.

## Kult
Scena nawrócenia była popularnym tematem dla wielu malarzy, m.in. Nawrócenie księcia Gandii José Moreno Carbonero i Święty Franciszek Borgiasz nad ciałem cesarzowej Izabeli Mariana Salvadora Maelli. Scenę opuszczenia rodzinnego pałacu w Gandii przedstawił Francisco Goya na obrazie Święty Franciszek Borgiasz żegnający się z rodziną. Trzy sceny z życia świętego włączając obraz Święty Franciszek Borgiasz u łoża konającego grzesznika znajdują się w Kaplicy Franciszka Borgiasza w Katedrze w Walencji. Powstały w latach 1787–1788, kiedy María Josefa Pimentel y Téllez-Girón, księżna Osuny zainicjowała renowację kaplicy znajdującej się pod patronatem jej rodziny. Święty był przodkiem księżnej Osuny.
Relikwie Franciszka Borgiasza zostały przeniesione z Ferrary do kościoła jezuitów w Madrycie w 1901 roku.
Franciszek Borgiasz beatyfikowany został przez Urbana VIII 23 listopada 1624 roku, a 20 czerwca 1671 roku kanonizowany przez Klemensa X.
Wspomnienie liturgiczne w Kościele katolickim obchodzone było od 1688 roku w dniu 3 października, jednak w 1966 roku usunięto je z kalendarza rzymskiego ze względu na znikome znaczenie kultu na świecie, zachowując obchody dies natalis 30 września.